# Base Gondwana
La base Gondwana (en alemán: Gondwana-Station) es una estación de investigación de Alemania en la Antártida. Está ubicada en la bahía Terra Nova de la costa Scott en la Tierra de Victoria sobre el mar de Ross.
Es operada por el Instituto Federal Alemán de Geociencias y Recursos Naturales (BGR), con sede en Hannover, con el fin de estudiar la geología de las montañas Transantárticas, enfocándose en la investigación del comienzo de la desintegración del supercontinente Gondwana hace 180 millones de años.
Desde 1979 fueron realizadas las expediciones terrestres de geocientíficos bajo el liderazgo o la participación del BGR bajo el nombre GANOVEX (en alemán Expedición Antártica a la Tierra de Victoria Norte), construyéndose la base en 1983, que inicialmente era solo una choza. Durante la expedición GANOVEX V en 1988-1989 la estación Gondwana fue ampliada. Era operada por 8 a 33 científicos que trabajaban en contenedores con una superficie de 200 m². Por las noches dormían en tiendas de campaña.
El edificio principal consta de contenedores con salas de trabajo, una cocina, instalaciones sanitarias, una estación de generación y una planta de tratamiento de agua de mar. Existe también una pequeña planta de tratamiento biológico de aguas residuales, que el BGR pone a disposición de otras bases.
La cabaña Lillie Marleen fue construida para apoyar el trabajo de la GANOVEX. 
Como parte de la expedición GANOVEX IX a 200 km de la estación de Gondwana, en el glaciar Edisto del cabo Hallett cerca del cabo Adare se construyó el campamento de trabajo Edisto. El campamento consistía en una tienda cocina, una tienda de campaña y algunas tiendas de campaña.

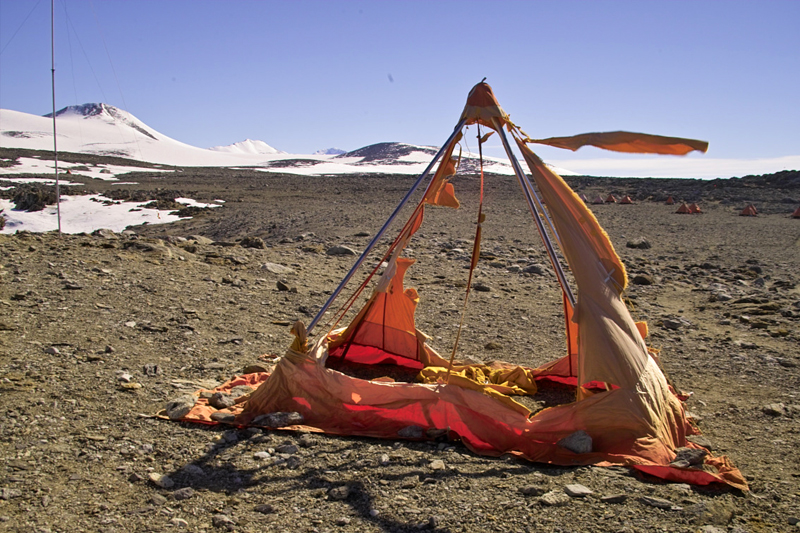
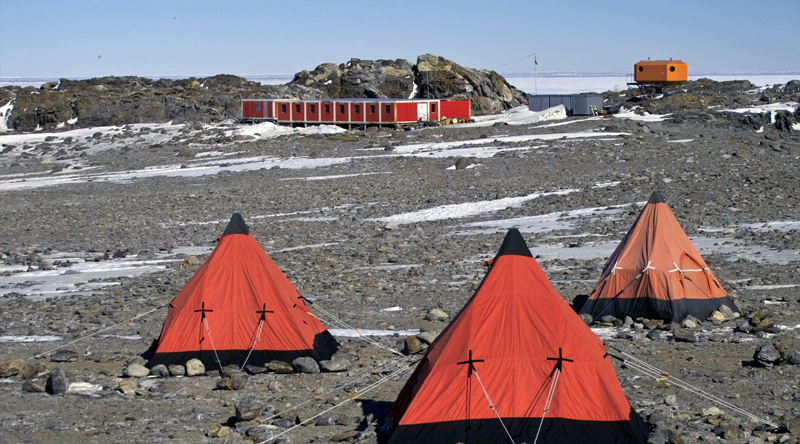
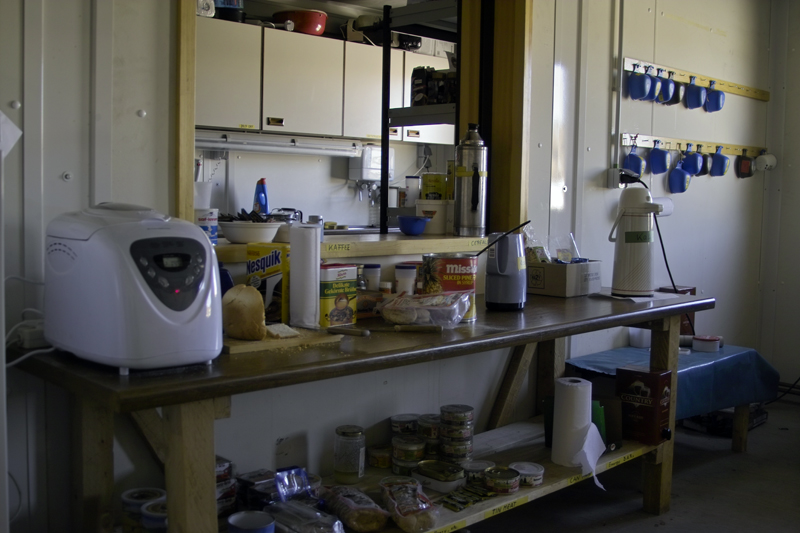
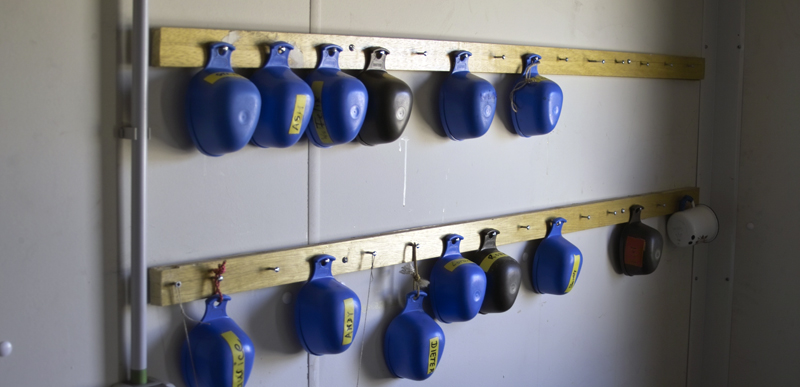